# StEG I 494–499
Die StEG I 494–499 waren Engerth-Lokomotiven der Staats-Eisenbahn-Gesellschaft (StEG), einer privaten Eisenbahngesellschaft Österreich-Ungarns.
Die sechs Maschinen gehörten zu einer größeren Anzahl an Engerth-Loks der StEG, die von verschiedenen Herstellern beschafft wurden und sich daher mehr oder weniger voneinander unterschieden.
Die hier besprochenen Fahrzeuge wurden von der Lokomotivfabrik der StEG 1859 geliefert.
Sie bekamen im ersten Bezeichnungsschema der StEG die Nummern 494–499 sowie die Namen MAYDAN, SEMLIN, RAKASDIA, DETTA, LAM und ZSEBELY.
Im Bezeichnungsschema von 1873 bekamen die sechs Maschinen die Nummern 738–743 und die Kategorie IVh zugeordnet.
1897 kamen die vier verbliebenen Lokomotiven als 3256–3259 in das dritte Bezeichnungsschema der StEG.
Als die StEG 1909 verstaatlicht wurde, befanden sie sich nicht mehr im Lokomotivbestand.